# Sovjetunionens damlandslag i bandy
Sovjetunionens damlandslag i bandy representerade den tidigare existerande staten Sovjetunionen i bandy på damsidan. De sovjetiska damerna kom med i landskampsutbytet först kring 1990. 1990 och 1991 var man i Sverige och spelade mot svenskorna.